# 桦木啤酒

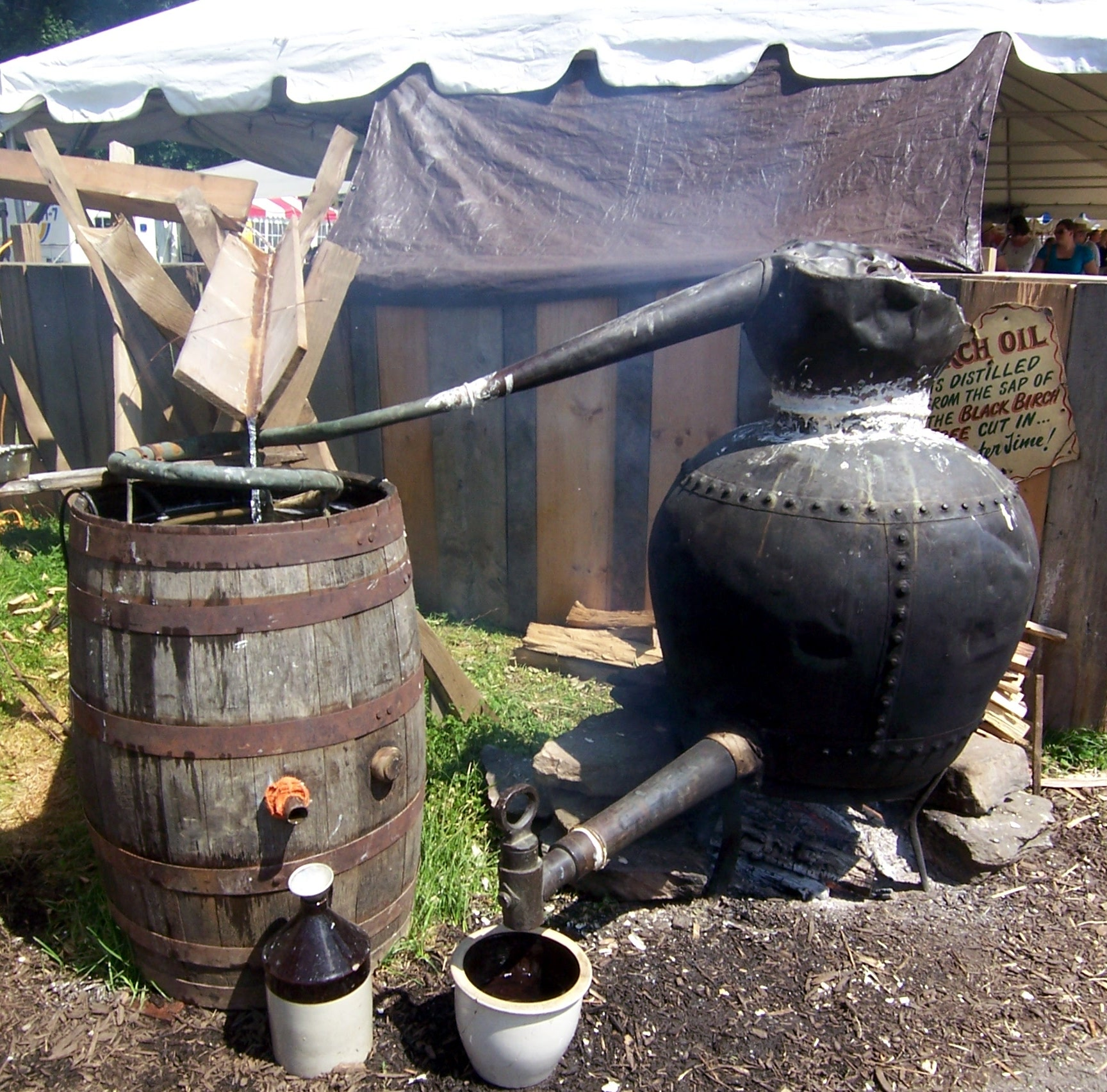
仍在库茨敦民俗节上制作当中的桦木啤酒。标语上写着：“桦木油是从黑桦树的汁液中蒸馏出来的……”（Birch oil is distilled from the sap of the Black Birch tree...）

桦木啤酒或桦树啤酒是一种类似于美国根啤或沙棘酒的酒精饮品，通常是由草药提取物和桦树皮制成的碳酸软饮。它最初是由橡木和松树皮的提取物（有时结合使用）制作而成，也有几十种可供选择的品牌。